# Christian Bouillette
Pour les articles homonymes, voir Bouillette.
Christian Bouillette né le 30 novembre 1937 à Bressuire, est un acteur français.

## Filmographie

### Cinéma
- 1970 : Camarades de Marin Karmitz
- 1977 : La Question de Laurent Heynemann
- 1978 : La Carapate de Gérard Oury
- 1979 : Passe ton bac d'abord de Maurice Pialat
- 1979 : Le Mors aux dents de Laurent Heynemann
- 1979 : Le Manteau d'astrakan (Il cappotto di Astrakan) de Marco Vicario
- 1981 : Le Maître d'école de Claude Berri
- 1982 : Nestor Burma, détective de choc de Jean-Luc Miesch
- 1982 : Légitime violence de Serge Leroy
- 1984 : Laisse béton de Serge Le Péron
- 1985 : Trois hommes et un couffin de Coline Serreau
- 1986 : Maine Océan de Jacques Rozier
- 1987 : Les mois d'avril sont meurtriers de Laurent Heynemann
- 1989 : Ripoux contre ripoux de Claude Zidi
- 1989 : Valmont de Miloš Forman
- 1990 : Netchaïev est de retour de Jacques Deray
- 1995 : Les Cent et Une Nuits de Simon Cinéma de Coline Serreau
- 1996 : Le Jaguar de Francis Veber
- 1999 : Les Insaisissables de Christian Gion
- 2000 : L'Affaire Marcorelle de Serge Le Péron
- 2007 : Michou d'Auber de Thomas Gilou
- 2008 : Faubourg 36 de Christophe Barratier
- 2009 : Je te mangerais de Sophie Laloy
- 2015 : La Vie très privée de Monsieur Sim de Michel Leclerc
- 2016 : L'En-Vie (court-métrage) d'Aline Gaillot
- 2016 : Rester vertical d'Alain Guiraudie
- 2019 : Le Daim de Quentin Dupieux
- 2020 : La Nuée de Just Philippot
- 2021 : Délicieux d'Éric Besnard
- 2024 : Pendant ce temps sur Terre de Jérémy Clapin
- 2024 : Sur un fil de Reda Kateb

### Télévision
- 1972 : Les Enquêtes du commissaire Maigret de Jean-Louis Muller, épisode : Pietr le Letton : l'inspecteur
- 1974 : Malaventure ép. « Dans l'intérêt des familles » de Joseph Drimal
- 1974 : Madame Baptiste de Claude Santelli
- 1975 : Les Cinq Dernières Minutes, épisode, La mémoire longue de Claude Loursais : Simond
- 1977 : La Vérité de madame Langlois de Claude Santelli
- 1979 : Caméra une première  - saison 1 épisode 1 : Les Naufragés du Havre : Robert
- 1979 : Médecins de nuit de Bruno Gantillon, épisode : Légitime Défense
- 1981 : Caméra une première  - saison 4 épisode 1 : Eole Epifanio : Le boucher
- 1981 : Messieurs les jurés, L'Affaire Bernay de Jacques Krier
- 1983 : Un manteau de chinchilla de Claude Othnin-Girard : André
- 1985 : Double Face de Serge Leroy : Le sous-officier
- 1986 : La Gageure des trois commères dans la Série rose de Michel Boisrond
- 1989 : Le Destin du docteur Calvet : Martinez/François Delgado
- 2004 : Haute coiffure de Marc Rivière : Carlo
- 2004 : 93, rue Lauriston de Denys Granier-Deferre : L'inspecteur divisionnaire
- 2007 : Maman est folle de Jean-Pierre Améris : Jean-Paul
- 2008 : Une lumière dans la nuit d'Olivier Guignard : Le libraire
- 2008 : Braquage en famille de Pierre Boutron : Le divisionnaire
- 2014 : Paris de Gilles Bannier : René
- 2014 : Couleur locale de Coline Serreau : Père Mignard
- 2015 : L'Annonce de Julie Lopes Curval : Antoine
- 2017 : Coup de foudre à Noël de Arnauld Mercadier : le père-noël
- 2021 : Mon ange de Arnauld Mercadier : le vieux monsieur
- 2022 : Qu'est-ce qu'on va faire de Jacques ? de Marie Garel-Weiss : François

## Théâtre
- 1967 : Le Voyage au Brésil de Guy Foissy, mise en scène André-Louis Perinetti, Théâtre de l'Alliance française
- 1984 : Il pleut sur le bitume de Michel Valmer et Stéphan Meldegg d’après James Hadley Chase, mise en scène Stéphan Meldegg, Théâtre La Bruyère
- 1991 : Les Comédies barbares de Ramón María del Valle-Inclán, mise en scène Jorge Lavelli, Festival d'Avignon
- 1992 : Les Comédies barbares de Ramón María del Valle-Inclán, mise en scène Jorge Lavelli, Théâtre national de la Colline, Théâtre de Nice, Théâtre des Treize Vents
- 1992 : Macbett d'Eugène Ionesco, mise en scène Jorge Lavelli, Théâtre national de la Colline
- 1993 : Macbett d'Eugène Ionesco, mise en scène Jorge Lavelli, Théâtre de Nice, Théâtre des Célestins
- 2001 : L'École des femmes de Molière, mise en scène Didier Bezace, Festival d'Avignon, tournée
- 2002 : L'École des femmes de Molière, mise en scène Didier Bezace, Théâtre de la Commune, tournée
- 2008 : Le Malade imaginaire de Molière, mise en scène Georges Werler, Théâtre de la Porte-Saint-Martin
- 2009 : Le Malade imaginaire de Molière, mise en scène Georges Werler, tournée
- 2010 : Les Fausses Confidences de Marivaux, mise en scène Didier Bezace, Théâtre de la Commune, Théâtre des Célestins, MC2, La Criée, tournée
- 2010 : Le roi se meurt d'Eugène Ionesco, mise en scène Georges Werler, Comédie des Champs-Élysées - le garde
- 2011 : Le Nombril de Jean Anouilh, mise en scène Michel Fagadau,    Comédie des Champs-Élysées